# Jorge Orellano
Jorge Orellano (Quito, 1947. január 24.– ) ecuadori nemzetközi labdarúgó-játékvezető.

## Pályafutása
Az FEF Játékvezető Bizottságának (JB) minősítésével a Serie B, majd a Serie A játékvezetője. Küldési gyakorlat szerint rendszeres partbírói szolgálatot is végzett. A nemzeti játékvezetéstől 1993-ban visszavonult.
A Ecuadori labdarúgó-szövetség JB terjesztette fel nemzetközi játékvezetőnek, a Nemzetközi Labdarúgó-szövetség (FIFA) 1980-tól tartotta nyilván bírói keretében. A FIFA JB központi nyelvei közül a spanyolt beszéli. Több nemzetek közötti válogatott (Labdarúgó-világbajnokság), valamint Copa Libertadores klubmérkőzést vezetett, vagy működő társának partbíróként segített. A  nemzetközi játékvezetéstől 1993-ban búcsúzott.
Az 1987-es U16-os labdarúgó-világbajnokságon, valamint az 1991-es U17-es labdarúgó-világbajnokságon a FIFA JB bíróként foglalkoztatta.
| Időpont             | Helyszín                         | Mérkőzés típusa              | Mérkőzés                                                           | Eredmény | Nézők száma |
| ------------------- | -------------------------------- | ---------------------------- | ------------------------------------------------------------------ | -------- | ----------- |
| 1987. július 14.    | Varsity Stadion, Toronto         | csoportmérkőzés (A. csoport) | Olaszország–Katar                                                  | 1 – 1    | 5200        |
| 1991. augusztus 17. | Városi Stadion, Carrara          | csoportmérkőzés (B. csoport) | Kongói Demokratikus Köztársaság–Katari U17-es labdarúgó-válogatott | 0 – 0    | 600         |
| 1991. augusztus 22. | Városi Stadion, Massa di Carrara | csoportmérkőzés (C. csoport) | Egyesült Arab Emírségek–Németország                                | 2 – 2    | 500         |
| 1991. augusztus 25. | Városi Stadion, Montecatini      | egyik negyeddöntő            | Egyesült Államok–Katari U17-es labdarúgó-válogatott                | 1 – 1    | 2000        |

Az 1986-os labdarúgó-világbajnokságon, az 1990-es labdarúgó-világbajnokságon, valamint az 1994-es labdarúgó-világbajnokságon a FIFA JB játékvezetőként alkalmazta. Selejtező mérkőzéseket a COMNEBOL, illetve a CONCACAF zónákban irányított. 
| Időpont             | Helyszín                                             | Mérkőzés típusa                        | Mérkőzés            | Eredmény | Nézők száma |
| ------------------- | ---------------------------------------------------- | -------------------------------------- | ------------------- | -------- | ----------- |
| 1985. június 2.     | Estadio Polideportivo de Pueblo Nuevo, San Cristóbal | (1986 vb) előselejtező (1. csoport)    | Venezuela–Peru      | 0 – 1    | 19 000      |
| 1989. július 16.    | Nemzeti Stadion, San José                            | (1990 vb) előselejtező (döntő csoport) | Costa Rica–Salvador | 1 – 0    |             |
| 1993. augusztus 29. | Antonio Vespucio Libert Stadion, Buenos Aires        | előselejtező (1. csoport)              | Argentína–Paraguay  | 0 – 0    | 47 000      |